# Glam*It
Glam*It was een Vlaams maandblad dat uitgegeven wordt door Sanoma Media Belgium in België.
Het blad bracht een mix van mode-, beauty- en lifestylenieuws. Het werd in 2011 stopgezet.